# Adressat (Linguistik)
Als Adressat wird in der Pragmatik der direkte Empfänger einer Äußerung bezeichnet, wie er vom Sender dieser Äußerung intendiert wurde. Neben dem Sprecher gilt der Adressat als einer der beiden primären pragmatischen Rollen in Gesprächsmodellen.

## Unterschied zwischen Adressat und Hörer
Der Adressat kann vom tatsächlichen oder indirekten Empfänger einer sprachlichen Äußerung abweichen und sollte darum nicht mit diesem gleichgesetzt werden. Levinson veranschaulicht dies an dem Phänomen, dass in vielen Sprachen Eltern einander mit „Vati“, „Papa“ oder „Mutti“, „Mama“ und dergleichen anreden, wenn ihre gemeinsamen Kinder bei einem Gespräch zugegen sind. In diesem Falle reflektiert die Wahl der Anrede den Bezug auf die übrigen Hörer des Gesprächs. Darum ist es

„[…] important that we do not confuse, as is often done in the linguistic and philosophical literature, the categories of adressee and hearer.“

„[…] wichtig, dass wir nicht die Kategorien Adressat und Hörer vermischen, wie es häufig in der linguistischen und philosophischen Literatur getan wird.“

## Grammatischer Status des Adressaten
Der Adressat steht insofern in enger Verbindung mit der grammatischen Kategorie Person, als folgende sprachliche Äußerungen direkt auf den Adressaten Bezug nehmen:
- Grußformeln und Anredeformen dienen dazu, zwischen Sender und Adressat eine soziale Beziehung darzustellen;
- Anrufe dienen dem Sender dazu, die Aufmerksamkeit eines Adressaten zu erreichen und eine kommunikative Situation zu etablieren:
- Imperativ und Adhortativ von Verben dienen dazu, einen Adressaten zu einer Handlung (oder deren Unterlassung) aufzufordern.

In vielen Sprachen der Welt spielen außersprachliche Merkmale des Adressaten eine wichtige Rolle für die Wahl der grammatischen Form solcher Äußerungen. Entscheidend ist vor allem die Anzahl der Adressaten, die in der grammatischen Kategorie Numerus ihre Entsprechung findet, mitunter aber auch das Geschlecht des Adressaten und gewisse soziale Parameter, etwa der soziale Status des Adressaten gegenüber dem Sender.